# Волф Дитрих фон Геминген (1550 – 1595)
Волф Дитрих фон Геминген (на немски: Wolf Dietrich von Gemmingen; * 9 март 1550; † 26 май 1595 в Геминген) е благородник от стария алемански рицарски род Геминген в Крайхгау в Баден-Вюртемберг, господар на дворец Унтершлос в Геминген.
Той е син на Дитрих фон Геминген (1526 – 1587) и първата му съпруга Филипина фон Шварценбург († 1554), дъщеря на Йохан фон Шварценберг († 1547) и Маргерите д' Харокурт († сл. 1554). Баща му Дитрих фон Геминген се жени втори път на 5 декември 1556 г. в Аделсхофен за Анна фон Найперг (1534 – 1581).
Волф Дитрих фон Геминген престроява дворец Унтершлос. Той е погребан в старата църква в Геминген. От 1840-те години неговата гробна плоча се намира в градината на дворец Унтершлос в Геминген.
При синовете му Дитрих (1584 – 1659) и Волф Дитер (1595 – 1645) фамилията II. линия (Геминген, Гутенберг) се разделя на клоновете Геминген-Фюрфелд и Бонфелд-Гутенберг.

## Фамилия
Волф Дитрих фон Геминген се жени на 27 август 1583 г. за фрайин Мария фон Геминген-Бюрг (* 1552; † 8 април 1609, Кюнцелзау), дъщеря на Еберхард фон Геминген-Бюрг († 1583) и Мария Грек фон Кохендорф († 1609). Нейната гробна плоча също се намира в градината на Унтершлос в Геминген. Те имат децата:
- Дитрих (* 1584, Геминген; † 9 юни 1659, Гутенберг), 4 брака, 1. клон (Геминген-Фюрфелд)
- Ханс Волф фон Геминген-Гутенберг (1592 – 1638), женен I. 1615 г. за Анна Мария фон Геминген-Бюрг (1598 – 1635), дъщеря на Бернолф фон Геминген († 1609) и Анна фон Грумбах († 1607), II. за Анна Елизабета цу Елтц
- Волф Дитер (* 18 октомври 1595, погребан 26 март 1645, Браунсбах), женен I. 1622 г. за Регина Барбара фон Крайлсхайм (1597 – 1635), II. на 10 март 1639 г. в Кохерщетен за Катарина фон Грумбах (* 1613), 2. клон (Бонфелд-Гутенберг)